# Morimondo
Morimondo – miejscowość i gmina we Włoszech, w regionie Lombardia, w prowincji Mediolan.
Według danych na rok 2004 gminę zamieszkiwało 1131 osób, 43,5 os./km².
Urodził tu się dyplomata papieski abp Luigi Arrigoni.